# 1600-ті

## Події
- Таблиці логарифмів.[уточнити]
- Великий голод на Московщині.
- соціальний бунт на Московщині (1605—1609).
- правління Лжедмитрій I (червень 1605 р. — травень 1606)

## Монархи
- До 1603 року королевою Англії була Єлизавета I. Їй спадкував король Шотландії Джеймс Стюарт, який називав себе королем Великої Британії.
- До 1605 року московським царем був Борис Годунов. Після його смерті Московське царство вступило в період смути, де царями були проголошені по черзі Федір II Годунов (1605), Лжедмитрій I (1605—1606), Василь IV Шуйський (1606—1610), Лжедмитрій II (1608—1610). З червня 1610 московським царем був проголошений спадкоємець польського престолу Владислав.
- Імператор Священної Римської імперії — Рудольф II
- Король Польщі — Сигізмунд III Ваза.
- Королем Іспанії і Португалії був Філіп III Побожний.
- До травня 1610 року король Франції Генріх IV, йому спадкував Людовик XIII

## Народились
- 1602 — Джуліо Мазаріні, кардинал та перший міністр Франції
- 1603 — Абель Тасман, нідерландський мореплавець та купець
- 1604 — Жуан IV, король Португалії
- 1604 — Осман II, султан Османської імперії
- 1605 — Філіпп IV Великий, король Іспанії та Португалії
- 1605 — Никон, патріарх Московський
- 1606 чи 1607 — Рембрандт ван Рейн, нідерландський художник
- 1608 — Еванджеліста Торрічеллі, італійський фізик

## Померли
- 1600 — Джордано Бруно, італійський філософ
- 1603 — Франсуа Вієт, французький математик
- 1603 — Василь Тяпинський, український і білоруський друкар
- 1604 — Фаусто Соцціні, італійський релігійний діяч